# Баєрс (Канзас)
Баєрс (англ. Byers) — місто (англ. city) в США, в окрузі Претт штату Канзас. Населення — 38 осіб (2020).

## Географія
Баєрс розташований за координатами 37°47′16″ пн. ш. 98°52′1″ зх. д. / 37.78778° пн. ш. 98.86694° зх. д. (37.787650, -98.866967).  За даними Бюро перепису населення США в 2010 році місто мало площу 0,48 км², уся площа — суходіл. В 2017 році площа становила 0,44 км², уся площа — суходіл.

## Демографія
Згідно з переписом 2010 року, у місті мешкало 35 осіб у 15 домогосподарствах у складі 9 родин. Густота населення становила 73 особи/км².  Було 21 помешкання (44/км²).
Расовий склад населення:
| - 94,3 % — білих |

До двох чи більше рас належало 5,7 %. Частка іспаномовних становила 0,0 % від усіх жителів.
За віковим діапазоном населення розподілялося таким чином: 25,7 % — особи молодші 18 років, 51,4 % — особи у віці 18—64 років, 22,9 % — особи у віці 65 років та старші. Медіана віку мешканця становила 43,5 року. На 100 осіб жіночої статі у місті припадало 75,0 чоловіків;  на 100 жінок у віці від 18 років та старших — 100,0 чоловіків також старших 18 років.
Середній дохід на одне домашнє господарство  становив 41 419 доларів США (медіана — 33 750), а середній дохід на одну сім'ю — 48 336 доларів (медіана — 43 750). Медіана доходів становила 30 500 доларів для чоловіків та 29 583 долари для жінок. 
Цивільне працевлаштоване населення становило 22 особи. Основні галузі зайнятості: освіта, охорона здоров'я та соціальна допомога — 27,3 %, роздрібна торгівля — 13,6 %, науковці, спеціалісти, менеджери — 13,6 %.